# Bursaspor
Bursaspor Kulübü (normalt bare kendt som Bursaspor) er en tyrkisk fodboldklub fra byen Bursa. Klubben spiller i landets bedste liga, Turkcell Süper Lig, og har hjemmebane på Bursa Atatürk Stadion. Klubben blev grundlagt i 1963, og står noteret for to titler, sejr i den tyrkiske pokalturnering i 1986 og mesterskab i 2010.

## Titler
- Türkcell Süper Lig (1): 2010
- Tyrkiske Pokalturnering (1): 1986

## Kendte spillere
- Hakan Şükür
- Serkan Kurtuluş
- Okan Yılmaz
- Ioan Ganea
- Taye Taiwo

## Danske spillere
- Frank Pingel

## Europæisk deltagelse
| Sæson   | Runde      | Modstander        | Hjemme | Ude | Kommentar |
| ------- | ---------- | ----------------- | ------ | --- | --------- |
| 2010-11 | Gruppespil | Valencia CF       | 0-4    | 1-6 | -         |
| 2010-11 | Gruppespil | Glasgow Rangers   | 1-1    | 0-1 | -         |
| 2010-11 | Gruppespil | Manchester United | 0-3    | 0-1 | -         |